# تانگوت‌ها
تانگوت‌ها (انگلیسی: Tangut people) یکی از اقوامی بودند که حدوداً پیش از سده دهم میلادی به شمال غرب چین مهاجرت کرده و امپراتوری تانگوت  (شیای غربی) را برپا نمودند.
قوم تانگوت پیش از آن به عنوان یک اتحادیه قبیله‌ای تحت حاکمیت پادشاهی تویوهون زندگی می‌کرد. زبان تانگوت از شاخه زبان‌های تبتی-برمه‌ای است.

## پیشینه
جامعه تانگوت به دو طبقه دسته‌بندی می‌شد: سرخ‌چهرگان و سیاه‌سران. تانگوت‌های سرخ‌چهره طبقه عوام را تشکیل می‌دادند و سیاه‌سران طبقه روحانی و نخبه را. هرچند بوداگرایی در میان تانگوت‌ها محبوبیت زیادی داشت اما بسیاری از شبانان تانگوت همچنان به باورهای شمنی معتقد ماندند. شمن‌های تانگوتی کلاه‌های سیاهی به سر می‌گذاشتند و نام سیاه‌سران به همین امر اشاره دارد. بنابر اسطوره‌های تانگوت نیاکان تانگوت‌های سیاه‌سر یک درنای سفید آسمانی بود و این در حالی که نیای تانگوت‌های سرخ‌چهره یک میمون فرض می‌شد. منابع تاریخی، تانگوت‌ها را به عنوان مردمانی کوتاه‌قد، تنومند و سیاه‌چرده با لب‌های ضخیم توصیف می‌کنند.
لقب پادشاهان تانگوت ووزو بود.
تانگوت‌ها در سال ۸۸۱ در خواباندن شورش یک نظامی چینی به نام هوآنگ چائو به امپراتور تانگ یاری رساندند و تانگ نیز به عنوان پاداش حاکمیت شیا را به سالار تانگویی به نام لی سیگونگ بخشید. تانگو‌ها از آنجا قلمروهای خود را به سوی جنوب غرب گسترش دادند و در سال ۱۰۰۲ استان لینگ را نیز تسخیر کرده و نخستین پایتخت خود را در آنجا با نام شینینگ بنا نمودند.